# Les Gorilles revisités
Pour plus de détails, voir Fiche technique et Distribution.
Les Gorilles revisités (Gorillas Revisited with Sigourney Weaver) est un documentaire américain diffusé en 2006.

## Synopsis
Plus de vingt ans après avoir incarné Dian Fossey dans le film Gorilles dans la brume, Sigourney Weaver nous raconte la transformation de la naturaliste en militante, assassinée en 1985 dans les montagnes du Rwanda, après des années de combat pour sauver les gorilles des braconniers.

## Fiche technique
- Titre : Les Gorilles revisités
- Titre original : Gorillas Revisited with Sigourney Weaver
- Réalisation : Ingrid Kvale
- Scénario :
- Musique : Richard Attree
- Photographie :
- Montage :
- Production : Ingrid Kvale
- Société de production : BBC Natural History
- Pays :  États-Unis
- Genre : Documentaire
- Durée :
- Dates de sortie : 
  -  États-Unis : juin 2006

## Distribution
- Sigourney Weaver

## Autour du film
"C'est vraiment un projet que j'ai à cœur", a déclaré Sigourney Weaver lors d'une conférence de presse organisée à Washington. "Je n'étais pas retournée au Rwanda depuis dix-huit ans, et depuis, beaucoup de choses se sont passées", faisant ici allusion au génocide de 1994.